# محوطه نظام‌آباد
محوطه نظام آباد مربوط به عصر مس است و در شهرستان کاشان، بخش نیاسر، دهستان نیاسر، ۱ کیلومتری شرق روستای نظام آباد واقع شده و این اثر در تاریخ ۲ مرداد ۱۳۸۷ با شمارهٔ ثبت ۲۳۰۱۶ به‌عنوان یکی از آثار ملی ایران به ثبت رسیده است.